# SC Fortuna Köln
SC Fortuna Köln var en fotboll- och handbollsklubb i Köln, Tyskland

## Historia
SC Fortuna Köln grundades 1948 då Bayenthaler SV, Sparkassen-Verein 1927 Köln och SV Victoria 1911 Köln gick samman. 1976 blev FC Alter Markt Köln en del av klubben. En höjdpunkt i klubbens historia var finalen i DFB-pokal 1983 då man mötte lokalrivalen 1. FC Köln (förlust 0-1). Jean Löring var under flera decennier klubbens stora välgörare.
Klubben gick i konkurs 2005.

## Fortuna Köln i Bundesliga
1973–1974 gjorde klubben sin enda säsong i Bundesliga. 

## Fortuna Köln i 2. Bundesliga
SC Fortuna Köln leder 2. Bundesligas maratontabell där man senast spelade 1999-2000.
Klubben spelar nu i Regionalliga.

## Meriter
- Etta 2. Bundesligas maratontabell
- Tysk cupfinalist 1983

## Kända spelare
- Wolfgang Fahrian

## Tränare
Kända tränare. 
- Harald Schumacher
- Bernd Schuster